# Katastrofa lotnicza w Shoreham-by-Sea
Katastrofa lotnicza w Shoreham-by-Sea – katastrofa, która wydarzyła się 22 sierpnia 2015 roku w Shoreham-by-Sea w Wielkiej Brytanii. W wyniku katastrofy samolotu myśliwskiego pochodzącego z lat 50. zginęło 11 osób, a co najmniej 17 zostało rannych.

## Katastrofa
W czasie lotniczego pokazu wykonywania manewru akrobatycznego samolot runął na odcinku drogi A27. Według relacji świadków pilot nie użył katapulty.